# Jiří Novák
Jiří Novák, född 22 mars 1975 i Zlín, Tjeckoslovakien, är en före detta tjeckisk tennisspelare. Han bor idag i Monte Carlo, Monaco.

## Tenniskarriären
Novák blev professionell tennisspelare 1993 och har vunnit 7 singeltitlar och 18 dubbeltitlar under sin karriär. Han har vunnit $7 618 613 i prispengar. Under sex år har han varit den högst rankade tjeckiska spelaren i ATP-rankingen. 21 oktober 2002 nådde han sin högsta placering på rankingen som femma. Novák slog ut Roger Federer i första omgången i Wibledon 1999.